# 半田善三
半田 善三（はんだ ぜんぞう、1950年（昭和25年）7月27日 - ）は、日本の政治家。岡山県津山市出身。元衆議院議員（1期）。財団法人亜細亜友之会理事長。

## 来歴
- 1977年、早稲田大学教育学部卒業。在学中は「ワセダ一生」名義でタレント活動、放送作家活動、アメリカ遊学を行うとともに、早稲田精神昂揚会に所属。卒業まで8年間在籍した。同年、当時参議院議員だった細川護煕の秘書を務める。
- 1981年、財団法人日本ボクシングコミッション・リングアナウンサー
- 1983年、熊本県知事となった細川の秘書を務める。
- 1992年、細川が結党した日本新党の組織副委員長に就任。
- 1993年、日本新党事務局次長に就任。同年、内閣総理大臣となった細川の秘書を務める。
- 1994年、新進党総務局事務局長に就任。
- 1995年、7月の第17回参議院議員通常選挙に参議院比例区より新進党比例名簿29位に登載され立候補したが、落選。
- 1996年、10月の第41回衆議院議員総選挙に比例東海ブロックより新進党比例名簿9位に登載され立候補したが、次点。
- 1998年、民主党選対部長に就任。
- 2000年4月25日、比例東海ブロックの旧新進党比例名簿8位で当選していた民主党の福岡宗也が死去したことに伴い繰上当選となり[1]、民主党の所属となる。
- 2000年6月、衆議院解散を受けて第42回衆議院議員総選挙に落下傘候補として民主党の候補空白区だった千葉12区から立候補、57,064票を獲得したが、次点。
  - 4月25日に当選証書を受け取り初登院してから、6月2日の衆議院解散までわずか39日間の議員任期であった。繰り上げ当選までは民主党本部の選対部長として次期衆院選の準備に取り組んでいた。
- 2004年7月、第20回参議院議員通常選挙に参議院比例区から民主党公認候補として立候補し、24,734票を獲得するも、落選。

## 著書
- 『早稲田大学八年生』（山手書房）
- 『歴史を駆け抜けた群雄の一句』（太陽企画出版） - 「半田青涯」名義で出版。
- 『人生は時間学』（青萌堂）